# Chiesa di San Giovanni Battista (Stella)
La chiesa di San Giovanni Battista è un luogo di culto cattolico situato nella frazione di San Giovanni, in piazza Riccardo Poggi, nel comune di Stella in provincia di Savona. La chiesa è sede della parrocchia omonima facente parte del vicariato di Albisola-Varazze della diocesi di Savona-Noli.
L'edificio è a croce latina sormontato da cupola, diviso in tre navate con due campanili in facciata. La piazza antistante, ampia e movimentata da scalinate, è ornata da una bella fontana marmorea e dai disegni della pavimentazione a ciottoli bianchi e neri.
Nel territorio parrocchiale sorgono altri due edifici religiosi: la cappella della Madonna del Salto, in località Salto e l'oratorio di San Sebastiano, a circa 100 m dalla parrocchiale.

## Storia

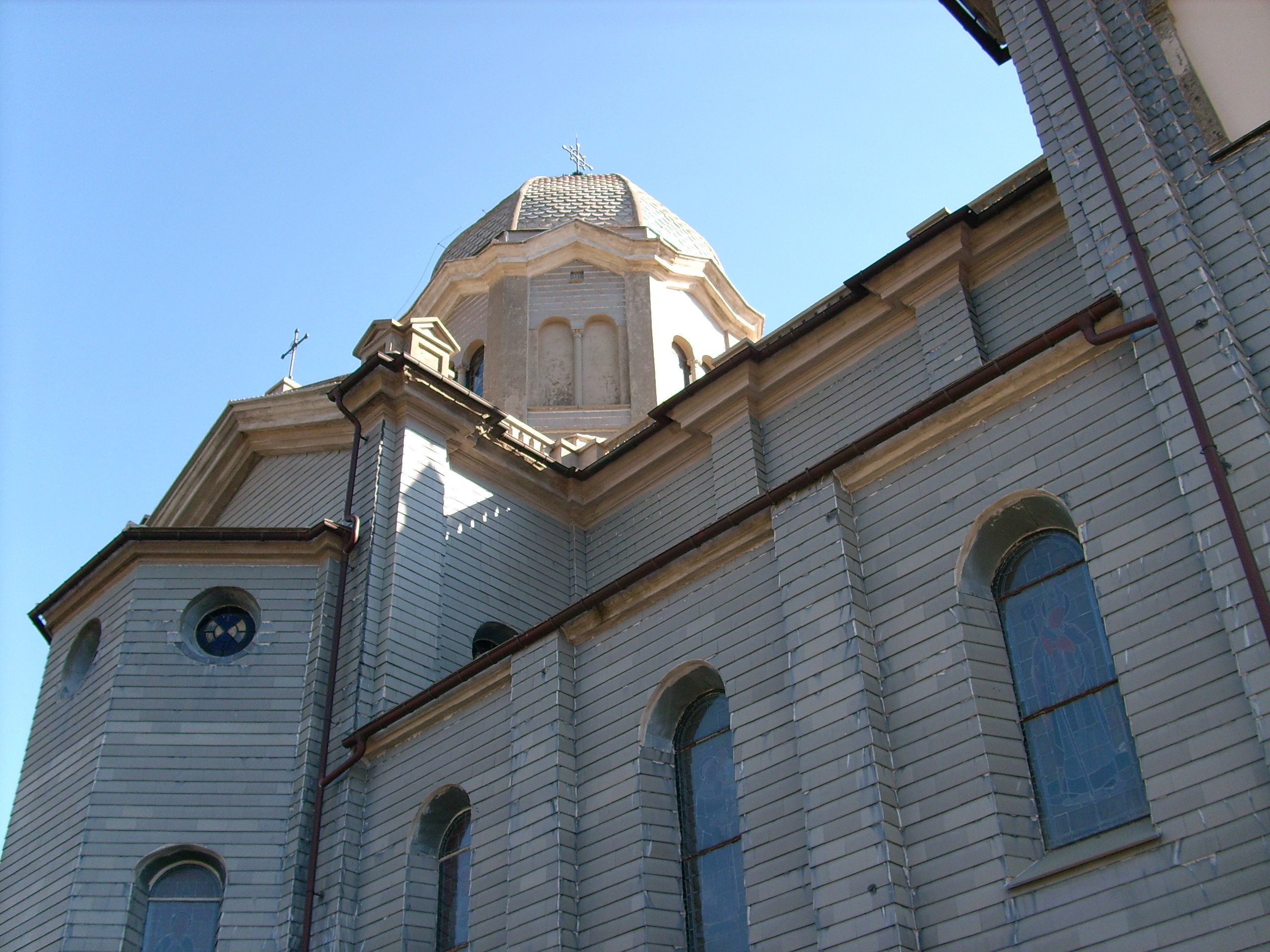
Lato nord, ricoperto di lastre d'ardesia.

La prima chiesa nacque probabilmente come cappella per i castellani in epoca medievale e diventò parrocchia il 10 aprile 1568. L'antico edificio, oggi oratorio di San Sebastiano, fu abbandonato nella seconda metà dell'Ottocento quando fu costruita l'attuale parrocchiale.
I documenti dell'epoca riportano che il giorno 29 agosto 1886 il Santissimo Sacramento fu traslato dall'antica chiesa parrocchiale (che da quel momento fu "dissacrata") alla nuova con solenne processione per le vie del paese.

## Descrizione
L'interno non presenta dipinti o quadri di rilievo. Di nota l'altare maggiore e l'organo "Nicomede Agati e F.lli" del 1850, restaurato dal M° Graziano Interbartolo nel 2003.
Si conserva un crocifisso attribuito al Maragliano. Interessanti sono il gruppo ligneo raffigurante il Battesimo di Cristo opera del 1811 di Stefano Murialdo (restaurata nel 2011 da Antonio Silvestri) e la statua di San Rocco, opera di Antonio Brilla.
L'interno è illuminato da numerose vetrate policrome rappresentanti santi.